# Kościół Santa Maria di Nazareth w Wenecji
Kościół Santa Maria di Nazareth w Wenecji (pol. kościół Najświętszej Maryi Panny z Nazaretu), zwany popularnie chiesa degli Scalzi (kościół [Karmelitów] Bosych) – rzymskokatolicki kościół w Wenecji, w dzielnicy (sestiere) Cannaregio, w Patriarchacie Wenecji (parafia Ss. Geremia e Lucia, dekanat Cannaregio – Estuario).

## Historia
W 1633 roku karmelici bosi osiedlili się w Wenecji. Około dwadzieścia lat później Senat miasta wyraził zgodę na budowę przez nich kościoła i klasztoru. Wykonanie projektu powierzono w 1646 roku Baldassare Longhenie, architektowi kościoła Santa Maria della Salute, położonego na drugim końcu Canal Grande). Lokalizację wyznaczono w dzielnicy Cannaregio, nad Canal Grande, w pobliżu kościoła i klasztoru Santa Lucia; w tym celu w 1649 roku wykupiono kilka domów i ogrodów warzywnych ciągnących się do kanału. Była to wówczas peryferyjna część miasta, w której już były obecne zakony. Kościół został zbudowany w latach 1660–1680, przy wsparciu finansowym Girolamo Cavazzy i konsekrowany w październiku 1705 roku, chociaż jego dekoracja nie była jeszcze ukończona; otrzymał wezwanie Najświętszej Maryi Panny z Nazaretu, patronki karmelitów bosych, W 1847 roku rozpoczęto budowę mostu, który miał umożliwić szybkie dotarcie do Starego Miasta. Aby zrobić miejsce dla stacji kolejowej, stopniowo rozbierano kościoły i klasztory zakonne zakonów, zwłaszcza żeńskich, w tym Santa Lucia. W 1858 roku w pobliżu nowego kościoła karmelitów bosych wzniesiono żeliwny most nad Canal Grande, znany dziś jako Ponte degli Scalzi.

## Architektura
Kościół karmelitów bosych jest jednym z najwspanialszych przykładów baroku w Wenecji. Jego wystrój to owoc twórczości i niezwykłej współpracy artystów, przede wszystkim karmelickiego architekta Giuseppe Pozzo i malarza Giovanniego Battisty Tiepola, ale również Giuseppe Sardiego, architekta elewacji, rzeźbiarzy Heinricha Meyringa, Bernarda Falconiego, Giovanniego Marii Morlaitera i Tommasa Ruesa, malarzy Domenica i Giuseppe Valerianiego, a w czasach późniejszych Ettore Tito. Bogactwo wystroju było możliwe głównie dzięki hojności bogatej szlachty weneckiej, ale także tych obywateli miasta, którzy poprzez darowizny chcieli zademonstrować swoje przywiązanie i szacunek dla pracy zakonu.

### Fasada

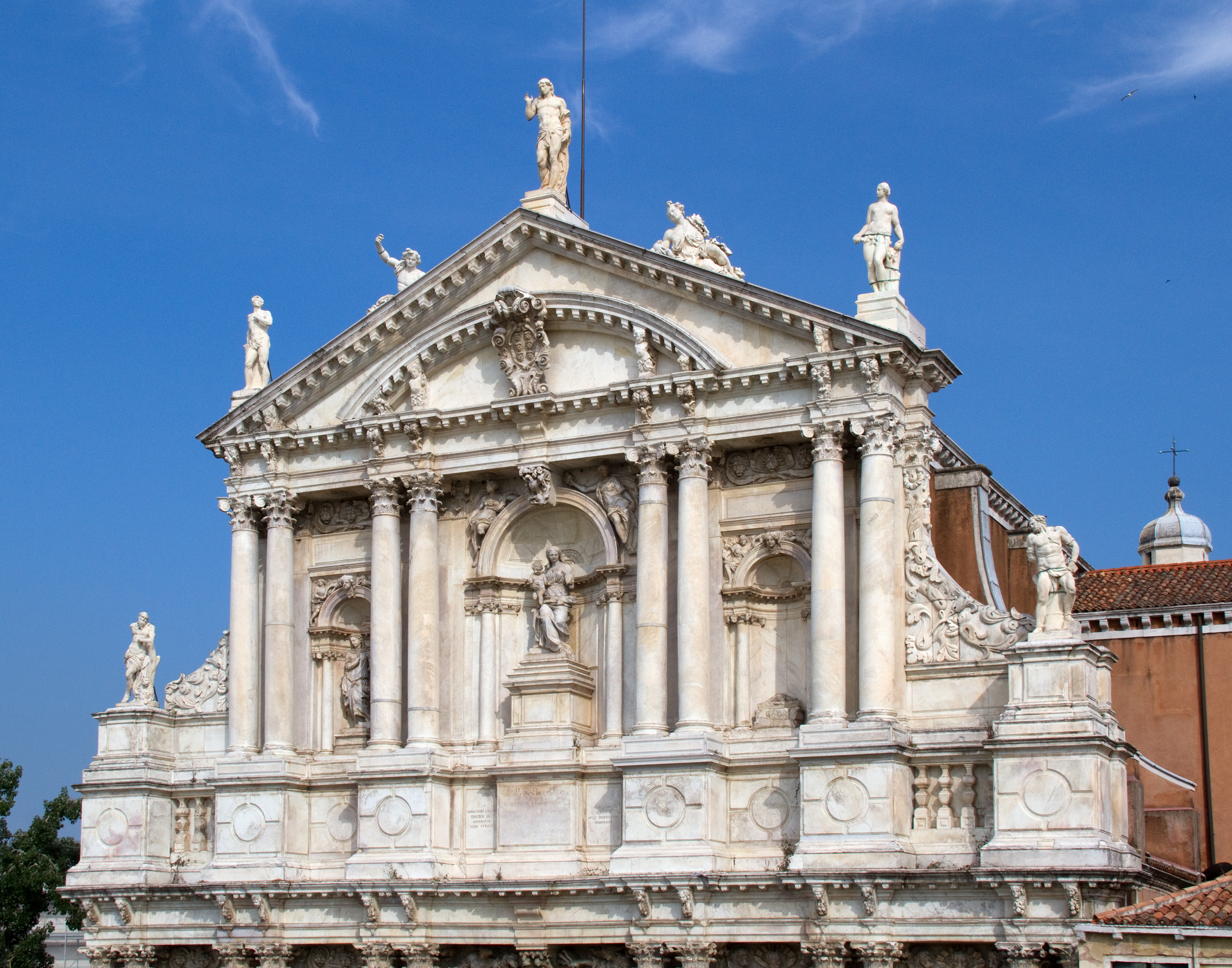
Górna część fasady

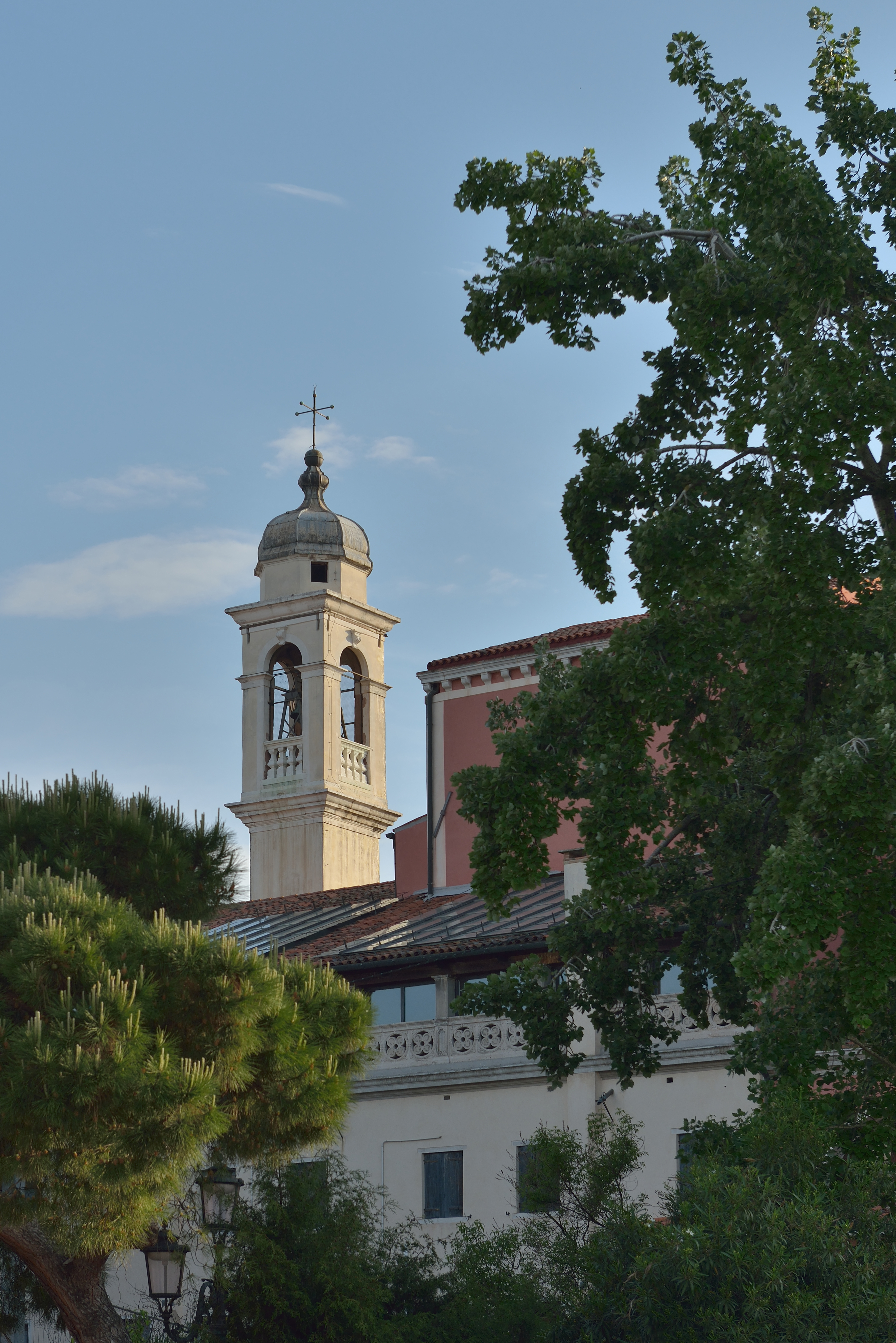
Kampanila

Kościół karmelitów bosych jest jedynym kościołem nad Canal Grande, który ma fasadę z marmuru karraryjskiego. Wykonano z niego posągi i pokryto całą powierzchnię fasady mającej 26 m wysokości i 25 m szerokości. Fasadę wykonano w latach 1672–1680 według projektu architekta Giuseppe Sardiego. Koszty, wynoszące 74 tysiące dukatów, pokrył hrabia Cavazza. Bogatą dekorację wykonali bracia Orazio i Angelo Marinali, autorzy 12 z 14 posągów, oraz Heinrich Meyring, autor 2 pozostałych (Kaina i Abla). Bogata dekoracja rzeźbiarska, charakteryzująca się niezwykłą dbałością o szczegóły, dzieli fasadę na cztery kondygnacje. Najniższą, nadziemną część tworzy potężny, wysoki cokół, ozdobiony wygrawerowanym wzorem krzyża celtyckiego. Znajduje się w niej portal wejściowy, poprzedzony trzystopniowymi schodami. Druga kondygnacja składa się z dwunastu kolumn połączonych w pary i zwieńczonych kapitelami w porządku korynckim. Rytmu tej części fasady dodają cztery nisze, w których ustawiono posągi św. Sebastiana i św. Marii Magdaleny (po lewej stronie) oraz św. Małgorzaty i św. Jana Chrzciciela (po prawej). Podstawę trzeciej kondygnacji również stanowi cokół, na którym wspierają się cztery podwójne kolumny, przedzielone niszami. W niszy środkowej, na wysokim postumencie, umieszczono posąg Madonny z Dzieciątkiem, największy ze wszystkich, podkreślający znaczenie Maryi Dziewicy dla zakonu karmelitów bosych. Po obu jej stronach umieszczono posągi Wiary (po lewej) i Nadziei (po prawej, zniszczony po upadku na ziemię). Krańce tej kondygnacji flankują rzeźby św. Hieronima (po lewej) i św. Bartłomieja (po prawej stronie). Fasadę wieńczy niski tympanon. W jego części centralnej umieszczono herb donatorów kościoła, rodu Cavazza, otoczony łukiem. Tympanon wieńczą posągi Chrystusa (w środku) oraz Adama (stojącego) i Kaina (leżącego na boku) po lewej stronie i Abla leżącego na boku i Ewy (stojącej) z dwoma jabłkami w rękach (po prawej). Zamysł formalny całości symbolizuje pełną komunię Jezusa Chrystusa Odkupiciela z Bogiem, realizowaną za wstawiennictwem Najświętszej Maryi Panny i z pomocą świętych.

### Kampanila
Do kościoła przylega wysoka na 37 m kampanila z dzwonami uruchamianymi elektromechanicznie. Wykonana według planów Longheny została zwieńczona niewielką, cebulastą kopułą, osadzoną na ośmiokątnym bębnie.

### Wnętrze

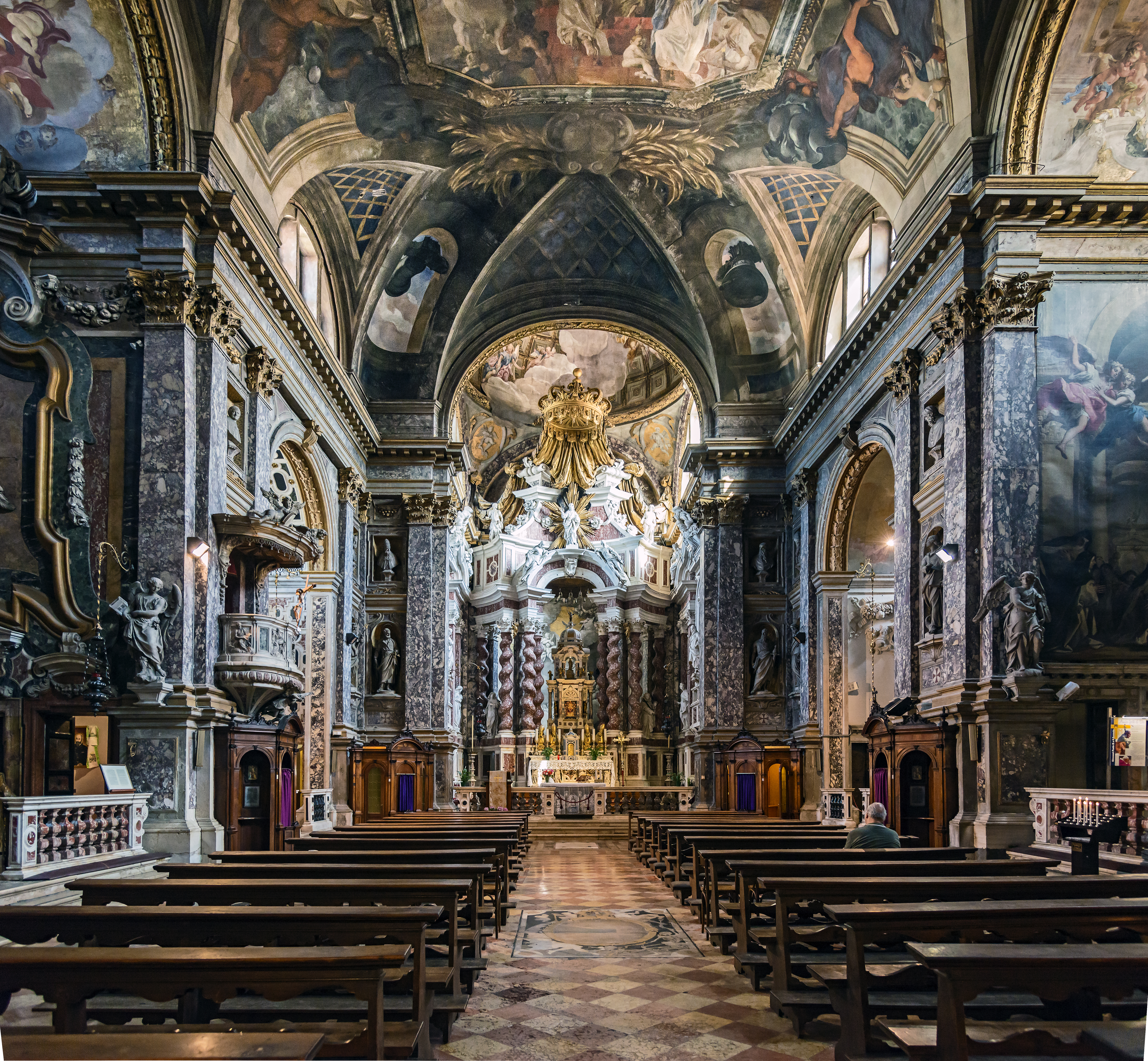
Wnętrze

Wnętrza kościoła odznacza się majestatem i bogactwem dekoracji. Kościół składa się z jednej nawy, po bokach której umieszczono sześć kaplic bocznych, spośród których te w części centralnej są szersze. Nawa ma plan prostokąta o długości 45 m, szerokości 25 m i maksymalnej wysokości 24 m. Aspekt kolorystyczny fresków, złoconych sztukaterii i kolorowych marmurów podkreśla światło wpadające do wnętrza przez 14 zwieńczonych łukowo witrażowych okien. Istniejące pierwotnie okno termalne wraz z ukończeniem fasady przez Sardiego, zostało zamurowane. Ściany nawy, wyłożone starożytnym, afrykańskim marmurem, rozczłonkowują połączone w pary pilastry o kapitelach kompozytowych, pokryte złoceniami i wsparte na kamiennych bazach. Pomiędzy pilastrami znajdują się dwie kondygnacje nisz. W siedmiu niszach kondygnacji dolnej ustawiono posągi apostołów i ewangelistów, a w drugiej, mniejszej, 12 popiersi doktorów Kościoła, przypisywanych Clemente Molli. Nawę zamyka prezbiterium, podniesione w stosunku do niej o trzy stopnie. W prezbiterium znajduje się ołtarz i chór zakonny. W posadzce, wyłożonej płytami z białego i czerwonego marmuru, umieszczono 60 kamiennych płyt nagrobnych z inskrypcjami łacińskimi, częściowo zniszczonych w wyniku bombardowania, jakie miało miejsce w październiku 1915; wówczas to bomba, zrzucona z austriackiego samolotu trafiła w kościół, niszcząc bezpowrotnie jego oryginalne sklepienie kolebkowe i znajdujący się na nim bezprecedensowy fresk Giovanniego Battisty Tiepola Przeniesienie Świętego Domku Loretańskiego, namalowany w latach 1743–1745, będący największym freskiem tego artysty (ponad 500 m² powierzchni). Kilka ocalałych fragmentów fresku jest obecnie przechowywanych w muzeum Gallerie dell’Accademia. Aby zrekompensować tę stratę zwrócono się do Ettore Tito, który w latach 1929–33 namalował dużych rozmiarów płótno (114 m²), przedstawiające Sobór w Efezie z 431 roku. Wyposażenia kościoła dopełniają: marmurowa ambona, przypisywana Marchioriemu oraz empora organowa, której wystrój rzeźbiarski również jest przypisywany temu artyście.

#### Prezbiterium i ołtarz główny

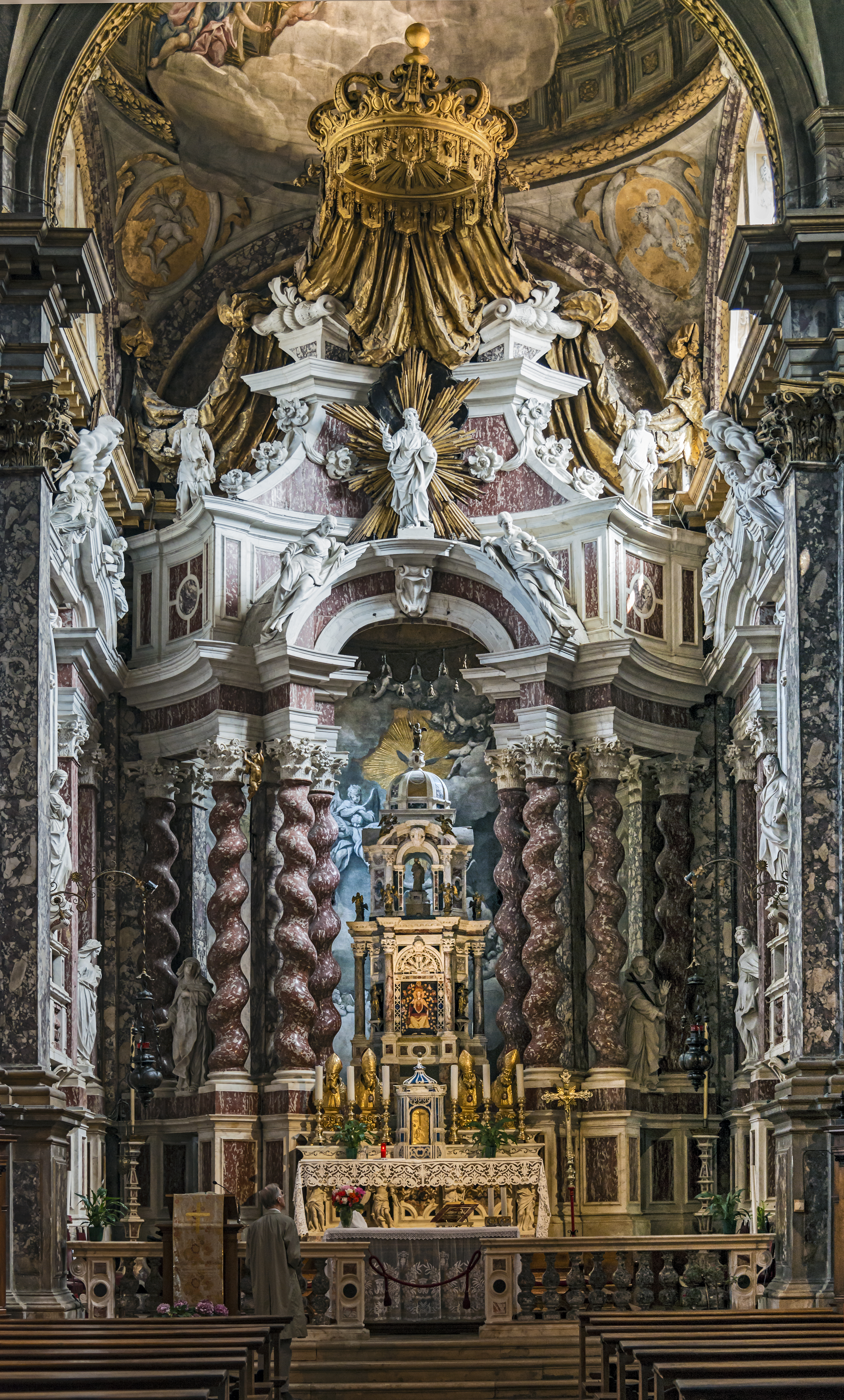
Ołtarz główny

Baldassare Longhena zaprojektował prezbiterium na planie kwadratu, o takiej samej szerokości, jak kaplice boczne, ale osadzone głębiej. Jego dominantę stanowi ołtarz z monumentalnym, ośmiokątnym tabernakulum. Gdy Longhenę zastąpił karmelitański architekt Giuseppe Pozzo, prezbiterium przeszło zasadniczą transformację. Nowy projekt prezbiterium i głównego ołtarza, przedłożony przez niego około 1700 roku jest, zgodnie z hipotezą niektórych historyków, wynikiem inspiracji dziełami Berniniego, które Pozzo widział podczas swojego pobytu w Rzymie. Postanowił on zmienić prezbiterium w autonomiczną przestrzeń stosując na przemian dynamizm form wklęsłych i wypukłych. Kopuła zastąpiła sklepienie nadając ołtarzowi głównemu wrażenie wznoszenia się ku niebu. Prezbiterium jest podniesione o trzy stopnie powyżej nawy, a próg wejściowy do niego okalają dwie balustrady z marmuru afrykańskiego. Ściany boczne są podzielone pionowo przez cztery pilastry z kapitelami kompozytowymi, wykonanymi z czerwonego, francuskiego marmuru, pomiędzy którymi znajdują się trzy nisze z posągami Sybilli. Na antepedium widnieją cztery anioły z marmuru karraryjskiego, trzymające symbole Eucharystii (winogrona, mannę, baranka i ziarna pszenicy). Sam ołtarz, posadowiony na wysokim cokole z czerwonego marmuru z Werony składa się z ośmiu monumentalnych, spiralnie skręconych kolumn, pokrytych czerwonym marmurem, z kapitelami kompozytowymi, wspierającymi potężne belkowanie z polichromowanego marmuru. Po bokach, nad gzymsem, znajdują się dwie  Sybille w pozycji leżącej, natomiast pośrodku, na tle złotej aureoli, stoi figura Chrystusa błogosławiącego. U podstawy kolumn umieszczono natomiast figury dwóch założycieli zakonu karmelitów bosych: Świętej Teresy z Ávili (po lewej stronie) i Świętego Jana od Krzyża (po prawej). Właściwy ołtarz ma formę niewielkiej świątyni, zaprojektowanej przez Baldassarre Longhenę, w centrum której znajduje się XV-wieczna ikona przedstawiająca Najświętszą Maryję Pannę z Nazaretu, patronkę kościoła, otoczoną biblijnymi prorokami, głoszącymi narodziny Jezusa. Posadzka prezbiterium została zbudowana z marmurowych płytek w kolorze białym, czarnym, żółtym i czerwonym ułożonych w geometryczne wzory, pomiędzy którymi umieszczono płyty nagrobne z łacińskimi napisami. Kopuła została ozdobiona freskami przedstawiającymi chwałę aniołów, namalowanymi przez braci Domenico i Giuseppe Valerianich w trakcie remontu prezbiterium w latach 1707–1717. Sybille, umieszczone na ścianach bocznych prezbiterium tworzą interesujący program ikonograficzny; Jest ich w sumie 12, co jest nawiązaniem do liczby apostołów. Obecność Sybilli, pogańskich prorokiń i postaci mitologicznych w kościele wiąże się z tradycją chrześcijańską, zwłaszcza średniowieczną, interpretującą ich wyroki jako przewidywanie przyjścia Zbawiciela i Jego życia. Są to, po lewej stronie: trzy Sybille stojące (Delficka, Perska, Libijska) i dwie leżące na boku, na gzymsie (Erythrajska i Kumańska), przypisywane rzeźbiarzowi Giuseppe Torretto oraz po prawej stronie: również trzy Sybille stojące (Samijska,
Hellesponcka i Tyburtyńska) oraz dwie, leżące na boku, na gzymsie (Kimeryjska i Frygijska), przypisywane rzeźbiarzowi Giovanniemu Marchiori. Dwie pozostałe Sybille leżą na gzymsie, u stóp Chrystusa.

#### Kaplica Krzyża Świętego
Kaplica Krzyża Świętego znajduje się po lewej stronie nawy, najbliższej wejścia. Powstała dzięki hojności rodzin Gussoni i Lumaga. W ołtarzu znajduje się relief przedstawiający upadek Pana Jezusa, dzieło rzeźbiarza Giovanniego Marii Morlaitera. Krzyż jest wykonany z jaspisu, kolumny i filary z zielonego marmuru genueńskiego, natomiast nisza z marmuru greckiego. Na sklepieniu kaplicy znajduje się fresk z 1732 roku, pędzla Giovanniego Battisty Tiepolo, przedstawiający Jezusa w agonii w ogrodzie Getsemani, w otoczeniu usiłujących go pocieszyć aniołów. Sklepienie odrestaurowano w 1972 roku. Na pokrytych sztukaterią ścianach wiszą dwa obrazy: Józefa Świętego z Dzieciątkiem Jezus i Świętego Antoniego Padewskiego (na lewej) oraz Świętego Franciszka ze stygmatami (na prawej). W małych kapliczkach znajdują się zachowane relikwie Krzyża Świętego i Świętego Ciernia.

#### Kaplica Świętej Rodziny
W środkowej kaplicy po lewej stronie, tj. kaplicy Świętej Rodziny, znajduje się grobowiec Ludovica Manina, ostatniego doży Wenecji, głównego mecenasa budowy kaplicy, panującego w latach 1789–1797 i zmarłego 23 października 1802 roku. Kaplica, zaprojektowana przez Giuseppe Pozzo stanowi dojrzale osiągnięcie baroku; na jej wystrój składa się wiele marmurowych dzieł przedstawiających anioły, zasłony oraz marmurowe girlandy owoców i kwiatów, wykorzystanie kolorowego marmuru, symbole słońca i księżyca. Te elementy dekoracyjne łączą się i nakładają na siebie tworząc światłocienie wokół czterech kolumn z marmuru karraryjskiego, pokrytych czerwoną okładziną, podtrzymujących fantazyjne, marmurowe zwieńczenie, pod którym znajduje się grupa Świętej Rodziny, przypisywana raczej Heinrichowi Meyringowi, niż Giuseppe Torretto. Posąg Świętego Michała, pośrodku prawej ściany, wyrzeźbił Giuseppe Torretto, natomiast rzeźba Świętego Gabriela na lewej ścianie przypisywana jest Antonio Tarsia. Fresk na sklepieniu, przedstawiający Ducha Świętego pod postacią gołębicy w otoczeniu aniołów namalował Louis Dorigny. Dekorację antepedium stanowią cztery putta trzymające girlandy z kwiatów i owoców. Na stole ołtarzowym znajdują się  cztery świeczniki: dwa skrajne wykonane są z marmuru, natomiast dwa pozostałe, stojące po obu stronach predelli wykonane zostały w XVIII wieku w Murano z kolorowego szkła w kolorze turkusowym.

#### Kaplica Świętego Sebastiana
Projekt kaplicy Świętego Sebastiana, znajdującej się po lewej stronie nawy, w pobliżu prezbiterium, wykonał Baldassare Longhena, a prace dekoracyjne głównie Bernardo Falconi. Posąg Świętego Sebastiana w centrum ołtarza, wykonany został z marmuru karraryjskiego i umieszczony pomiędzy dwoma parami kolumn z czarnego bazanitu o kapitelach i bazach z brązu. Z brązu wykonano również panele na antepedium, przedstawiające męczeństwo, gloryfikację i złożenie świętego do grobu. Są one dziełem Bernardo Falcone. Ściany i sklepienie pokryte są panelami o motywach geometrycznych marmuru, wykonanymi z czarnego bazanitu, czerwonego marmuru francuskiego, zielonego genueńskiego i lapis lazuli, które dają kaplicy nastrój uroczysty i pogrzebowy. Pod posadzką są umieszczone szczątki Luigiego Veniera i jego syna, Sebastiana, sponsorów kaplicy: na ścianach umieszczono herby rodziny Venier oraz marmurowe popiersia ojca i syna, opatrzone stosownymi napisami.

#### Kaplica Świętego Jana Chrzciciela
Kaplica Świętego Jana Chrzciciela, położona po prawej stronie nawy, w pobliżu prezbiterium, została zaprojektowana przez Baldassarre Longhenę i ukończona jako pierwsza. Wewnątrz niszy znajduje się posąg Świętego. Balustrada, posadzka, antepedium oraz cztery kolumny po bokach niszy zostały wykonane z czarnego bazanitu, który nadał całości klimat dostojności i harmonii. W zwieńczeniu ołtarza kaplicy umieszczono posągi dwóch proroków w pozycji leżącej oraz niewielkiego anioła pomiędzy nimi. Fresk na sklepieniu, pędzla Pietra Liberi przedstawia Boga Ojca panującego nad światem. Elementy dekoracyjne ścian oraz dwie inskrypcje upamiętniają fundatora kaplicy, patrycjusza Giambattistę Morę, pochowanego pod ołtarzem.

#### Kaplica Świętej Teresy z Ávili

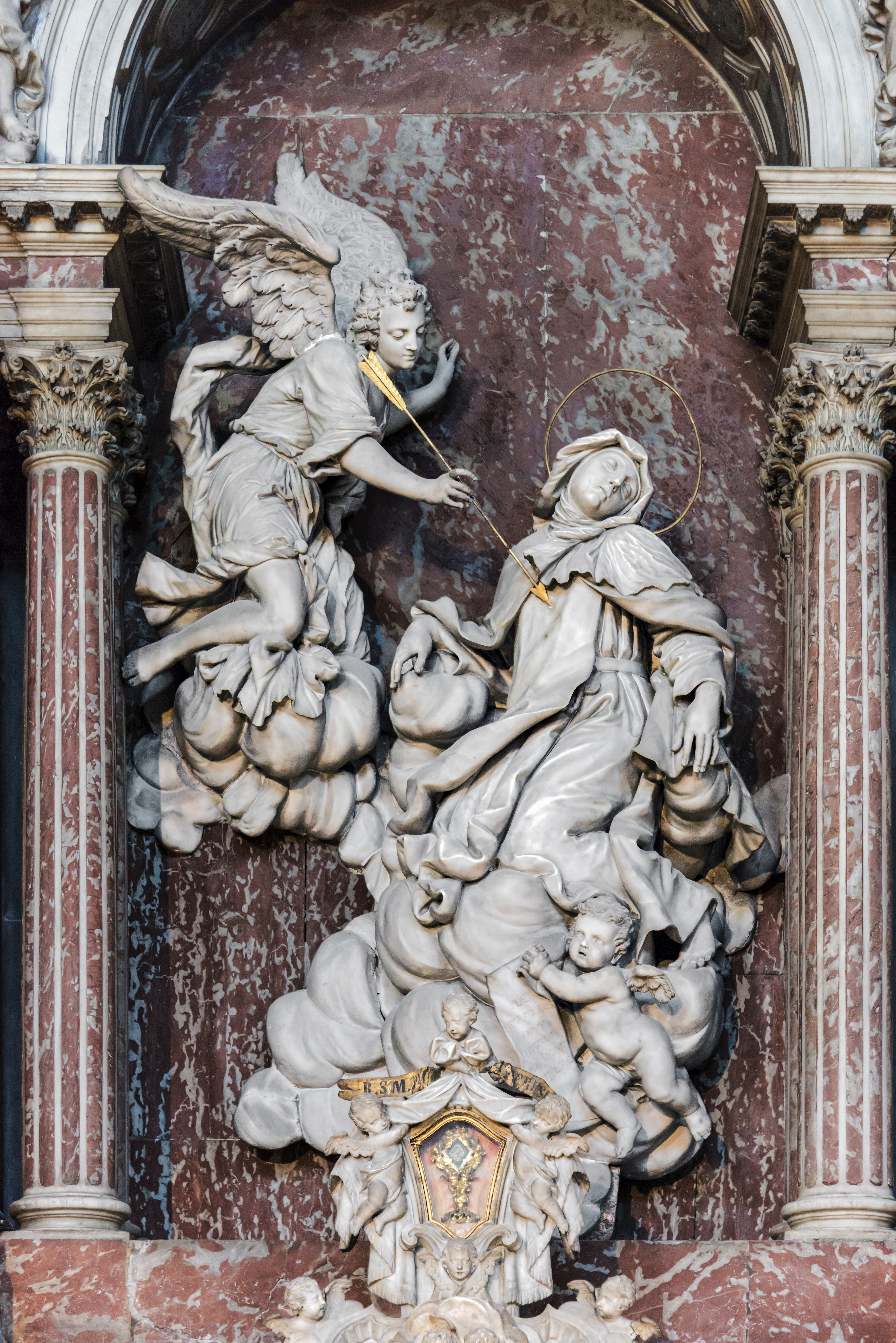
Świętej Teresy z Ávili – Heinrich Meyring

Projekt Kaplica Świętej Teresy z Ávili, położonej po prawej stronie nawy, w pozycji centralnej, jest efektem współpracy Giuseppe Pozzo z Antonio Gasparim. W porównaniu z kaplicą Świętej Rodziny (również zaprojektowaną przez Pozzo) jej styl jest bardziej stonowany. Rzeźby z marmuru, przedstawiające Świętą Teresę w ekstazie i anioła ze strzałą, podobnie jak dwóch aniołów umieszczonych pomiędzy kolumnami z czerwonego marmuru zostały wykonane przez Heinricha Meyringa. Na gzymsie, wieńczącym ołtarz kaplicy umieszczono Trójcę Świętą, otoczoną przez aniołów, a ponad nią inne detale dekoracyjne, w tym herb karmelitów bosych. Wystrój mensy ołtarzowej stanowią cztery putta, natomiast antepedium zostało ozdobione po bokach bukietami kwiatów, a w centrum marmurową wkładką przedstawiającą Świętą Teresę jako Doktora Kościoła katolickiego. Sklepienie kaplicy pokrywa fresk w 1724 roku, namalowany przez Giovanniego Battistę Tiepolo i przedstawiający gloryfikację Świętej Teresy, wznoszącej się do nieba. W posadzce kaplicy znajdują się trzy nagrobki: w centrum spoczywa 113. doża Wenecji Carlo Ruzzini (rządzący w latach 1732–1735), a po jego bokach siostry przełożone karmelitanek bosych. Na ścianach bocznych znajdują się dwa duże obrazy pędzla Nicolò Bambiniego, przedstawiające podróże Świętej Teresy (po prawej) oraz cud Hostii ulatującej z rąk celebransa do ust Świętej (po lewej).

#### Kaplica Świętego Jana od Krzyża
Projekt kaplicy Świętego Jana od Krzyża, położonej po prawej stronie nawy, przy wejściu, wykonał malarz Ludovico David. Ołtarz tworzą cztery kolumny z marmuru szwajcarskiego o kapitelach kompozytowych z marmuru karraryjskiego flankujące obszerną niszę, w której umieszczona została figura Świętego Jana od Krzyża dłuta Bernarda Falconiego. Święty ukazany został w pozycji klęczącej, na chmurze, ze wzrokiem skierowanym ku Trójcy Świętej. Ponad nim umieszczono rzeźby dwóch aniołów, z których jeden trzyma w ręku krzyż, a drugi – koronę cierniową. Poniżej Świętego Jana od Krzyża znajdują się figury dwóch aniołów, wykonane przez Bernardo Tabacco, flankujące tabernakulum i relikwiarz Świętego. Dwa inne anioły, flankujące mensę ołtarzową wyrzeźbił Tomaso Ruer. W łuku wieńczącym ołtarz umieszczono figury wyobrażające trzy cnoty teologalne: Wiarę z kielichem (pośrodku), a po jej bokach Nadzieję z kotwicą (po prawej) i Miłość z puttami na piersi (po lewej). Sklepienie jest pokryte marmurowymi płytami i ozdobione siedmioma intarsjami ze złotymi, ośmioramiennymi gwiazdami. Ściany, również pokryte marmurem, zdobią dwie łacińskie inskrypcje, upamiętniające fundatorów kaplicy, trzech hrabiów Giovanelli, których grób znajduje się pod stopniami ołtarza.

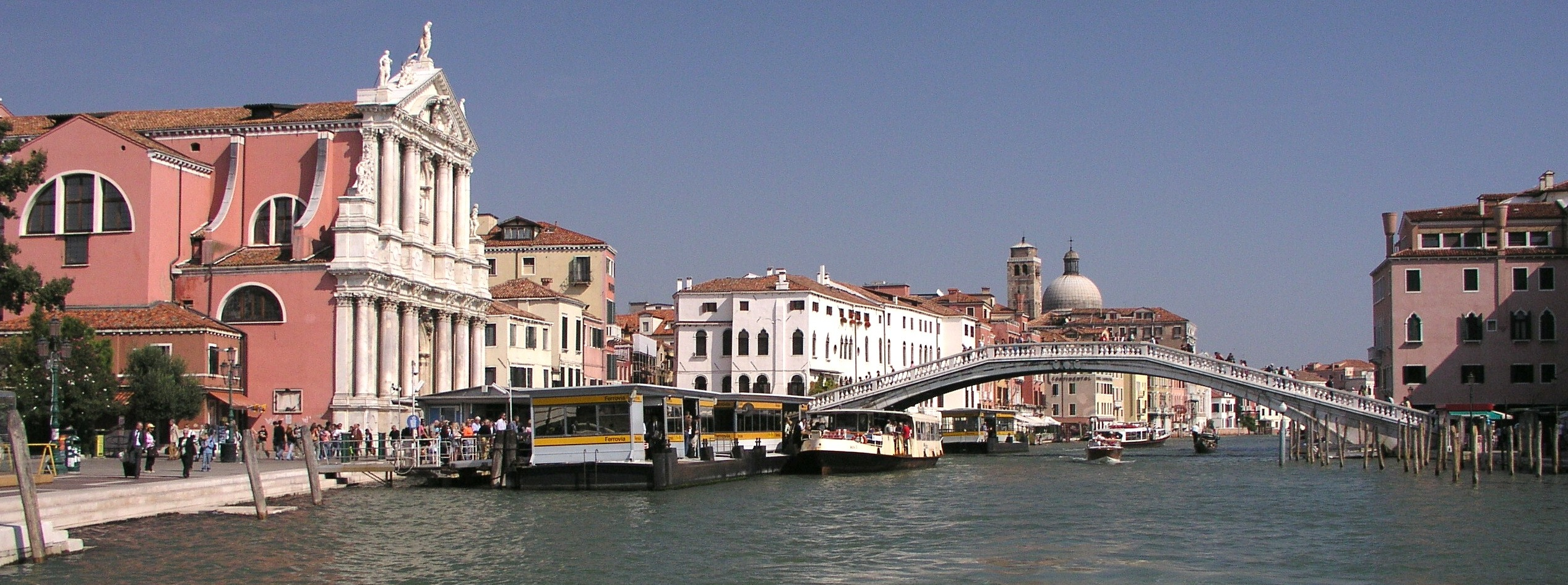
Kościół karmelicki nad Canal Grande